# Empodium flexile
Empodium flexile là một loài thực vật có hoa trong họ Hypoxidaceae. Loài này được (Nel) M.F.Thomps. ex Snijman mô tả khoa học đầu tiên năm 2000.